# معركة خليل (مالي)
وقعت معركة خليل في الفترة من 22 إلى 23 فبراير 2013 وكانت جزءاً من حرب مالي، بدأت المعركة في الثاني والعشرين من خلال تفجيرين انتحاريين.
بحسب الحركة الوطنية لتحرير أزواد حاول الانتحاري الأول قيادة سيارته إلى مبنى لكن المقاتلين دمروا السيارة قبل الاصطدام. ثم توجهت سيارة ثانية إلى مركز العمليات المحلي للجماعة وانفجرت على الفور، مما أسفر عن مقتل أربعة من بينهم ثلاثة من مقاتلي الحركة الوطنية لتحرير أزواد والمفجر.
أعلنت حركة التوحيد والجهاد الإسلامي على الفور مسؤوليتها عن كلا التفجيرين وقالت إنها استهدفت على وجه التحديد الحركة الوطنية لتحرير أزواد لدورها في الانحياز إلى الفرنسيين.
في 23 فبراير زعمت الحركة العربية الأزوادية أنها هاجمت مدينة الخليل وسيطرت على المنطقة بالكامل، ثم جددت الحركة الوطنية لتحرير أزواد هجومها المضاد على خليل، على مدار المعركة، قامت الطائرات المقاتلة الفرنسية بدعم وبشكل مستمر وحدات الحركة الوطنية لتحرير أزواد. أسفرت المعركة عن استعادة القوات الفرنسية والحركة الوطنية بلدة عين خليل من الجماعات الإسلامية أنصار الدين وتنظيم القاعدة في بلاد المغرب الإسلامي .[بحاجة لمصدر]

## المعركة
في 23 فبراير / شباط هاجمت حوالي ثلاثين عربة مدرعة من الجانبين الشمالي الشرقي والشمالي الغربي للمدينة، وبحسب الحركة الوطنية لتحرير أزواد. في فترة ما بعد الظهر زعمت الحركة العربية لأزواد أنها سيطرت على القرية لكن الحركة زعمت أن الطوارق هزموا الجهاديين وأنهم انتصروا.
في نهاية اليوم أعلن الطرفان الانتصار وادعيا السيطرة على مدينة خليل. ثم تراجعت قافلة سيارات مجهولة الهوية إلى الجزائر.
في 4 مارس، اعترفت الحركة العربية الأزواديَّة بأنها خسرت المعركة بعد أن قصفت القوات الجوية الفرنسية بعض مركباتها مما أسفر عن مقتل 5 من مقاتليها.
بعد يوم واحد، قصفت الطائرات الفرنسية القاعدة الرئيسية لـ الحركة العربية الأزوادية، والتي كانت على بُعد 8 كيلو متر من عين خليل مما أدى إلى إصابة العديد من المقاتلين.    